# Robert Thegerström
Robert Thegerström, né à Londres en 1857 et mort à Stockholm en 1919, est un artiste-peintre suédois.

## Les premières années

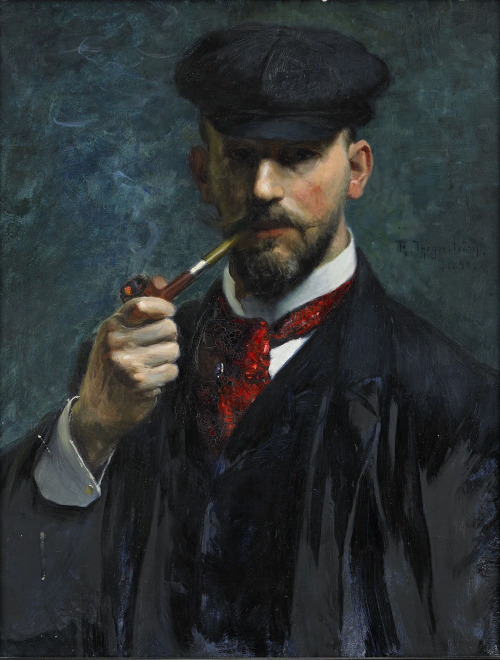
Autoportrait (avant 1895)

Robert Thegerström est né à Londres le 6 janvier 1857. Son père, Johan Robert Thegerström, est commerçant et grossiste dans la capitale britannique.
Après avoir terminé ses études primaires, il travaille dans l'entreprise de son père pendant un an.
il décide ensuite d'entrer à l'Académie royale suédoise des Beaux-Arts de Stockholm.
Parmi ses camarades étudiants se trouvent Ernst Josephson, Carl Larsson, Bruno Liljefors et Richard Bergh, qui formeront plus tard le mouvement Opponenterna, défenseur de la  modernisation et de la réforme de l'éducation artistique et du soutien aux artistes.

## Séjour en France
Après avoir terminé ses études en 1880, il emménage à Paris.
Il reste douze ans en France, où il étudie la peinture de paysages et de portrait, notamment à l'Académie Julian.

Robert Thegerström by Louise Catherine Breslau. 1886. Nationalmuseum Stockholm.

En 1881, il se rend à Lyons-la-Forêt avec les peintres suédois Karl Nordström et Allan Österlind et passe plusieurs étés à la colonie artistique de Grez-sur-Loing  .
Il fréquente le milieu artistique parisien, et en 1886, la peintre Louise Catherine Breslau, également amie d'Ernst Josephson et Allan Österlind, réalise son portrait, aujourd'hui au Nationalmuseum.
En 1887, il rencontre Elin Lamm (1865-1931), cousine d'Emma Zorn (1860-1942), épouse du peintre Anders Zorn. Ils se marient et partent en lune de miel en Egypte, où il réalise de nombreux croquis de personnes et de monuments.
En 1889, il obtient des médailles de troisième classe pour ses pastels à l'Exposition universelle de Paris de 1889. Plus tard, avec Zorn et Bergh, il effectue des visites à Dalarö, en Suède, où il peint un portrait d'August Strindberg en 1891,.

## Retour en Suède
Il se réinstalle définitivement en Suède en 1892. Il peint les paysages de Djursholm et Särö. En 1893, il habite la Villa Tallbacken, l'une des premières maisons de Djursholm, conçue par Ferdinand Boberg. Le lieu devient vite un point de rassemblement pour la communauté artistique suédoise.
De 1895 à 1896, il étudie les arts graphiques avec Axel Tallberg, et commence à créer des gravures noires. Il réalise également les peintures de l'escalier du Théâtre dramatique royal. En 1911 et en 1918, il organise de grandes expositions pour l'Association suédoise pour l'art public (Sveriges allmänna konstförening).
Il meurt le 9 août 1919 à Stockholm.

## Collections
Ses œuvres sont exposées notamment au Nationalmuseum et au Musée des Beaux-Arts de Göteborg.

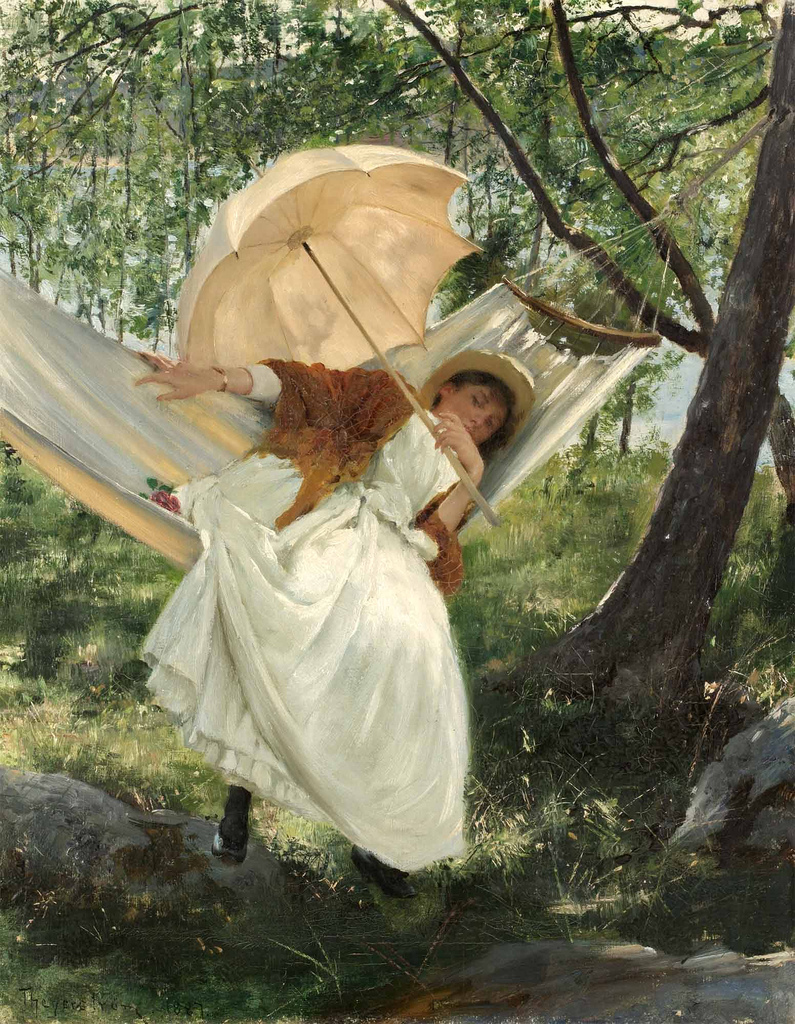
Lattja (1887)